# Sepahan
Sepahan (persiska: سپاهان) är en fotbollsklubb i Isfahan i Iran. Sepahan är den rikaste klubben i Iran, och den vann för första gången Iran Pro League 2003. 

## Placering senaste säsonger
| Säsong  | Nivå | Liga                    | Placering | Referens | Notering |
| ------- | ---- | ----------------------- | --------- | -------- | -------- |
| 2017/18 | 1    | Persian Gulf Pro League | 14        | [ 1 ]    |          |
| 2018/19 | 1    | Persian Gulf Pro League | 2         | [ 2 ]    |          |
| 2019/20 | 1    | Persian Gulf Pro League | 5         | [ 3 ]    |          |
| 2020/21 | 1    | Persian Gulf Pro League | 2         | [ 4 ]    |          |
| 2021/22 | 1    | Persian Gulf Pro League | 3         | [ 5 ]    |          |
| 2022/23 | 1    | Persian Gulf Pro League | 2         | [ 6 ]    |          |
| 2023/24 | 1    | Persian Gulf Pro League | 3         | [ 7 ]    |          |
| 2024/25 | 1    | Persian Gulf Pro League | 2         | [ 8 ]    |          |

## Kända Spelare
- Emad Mohammed
- Majid Basirat
- Edmond Bezik
- Leon Estepanian
- Mehrdad Minavand
- Moharram Navidkia
- Armenak Petrosian
- Ali Shojaei